# Star Trek: Deep Space Nine
Pour les articles homonymes, voir Star Trek (homonymie).
Star Trek : La Nouvelle Génération Star Trek: Voyager
Star Trek: Deep Space Nine (parfois abrégée en DS9) est une série télévisée de science-fiction américaine en 176 épisodes de 45 minutes, créée par Rick Berman et Michael Piller et diffusée entre le 3 janvier 1993 et le 2 juin 1999 en syndication. C'est la troisième série de l'univers de Star Trek.
En France, la série a été diffusée entre le 27 octobre 1998 et le 24 février 2002 sur Canal Jimmy et au Québec à partir du 30 août 2001 sur Ztélé.

## Synopsis
Au XXIVe siècle, le capitaine Benjamin Sisko assure le commandement de la station spatiale Deep Space Nine (DS9, anciennement Terok Nor). Initialement en orbite autour de la planète Bajor (récemment occupée par les Cardassiens), cette station est déplacée à proximité d'un trou de ver (appelé ici vortex) artificiel stable découvert par Sisko et occupé par des entités intemporelles. Ce vortex permet de voyager entre le Quadrant Alpha et le Quadrant Gamma encore inexploré. DS9 a pour mission d'administrer ce secteur de la galaxie soudainement devenu un important centre économique et politique. Mais rapidement, l'équipage de la station spatiale va être confronté à l'instabilité du gouvernement bajoran, à l'apparition du groupe terroriste du Maquis et surtout, aux velléités expansionnistes de la puissance dominante du Quadrant Gamma: le Dominion.

## Distribution

### Personnages principaux

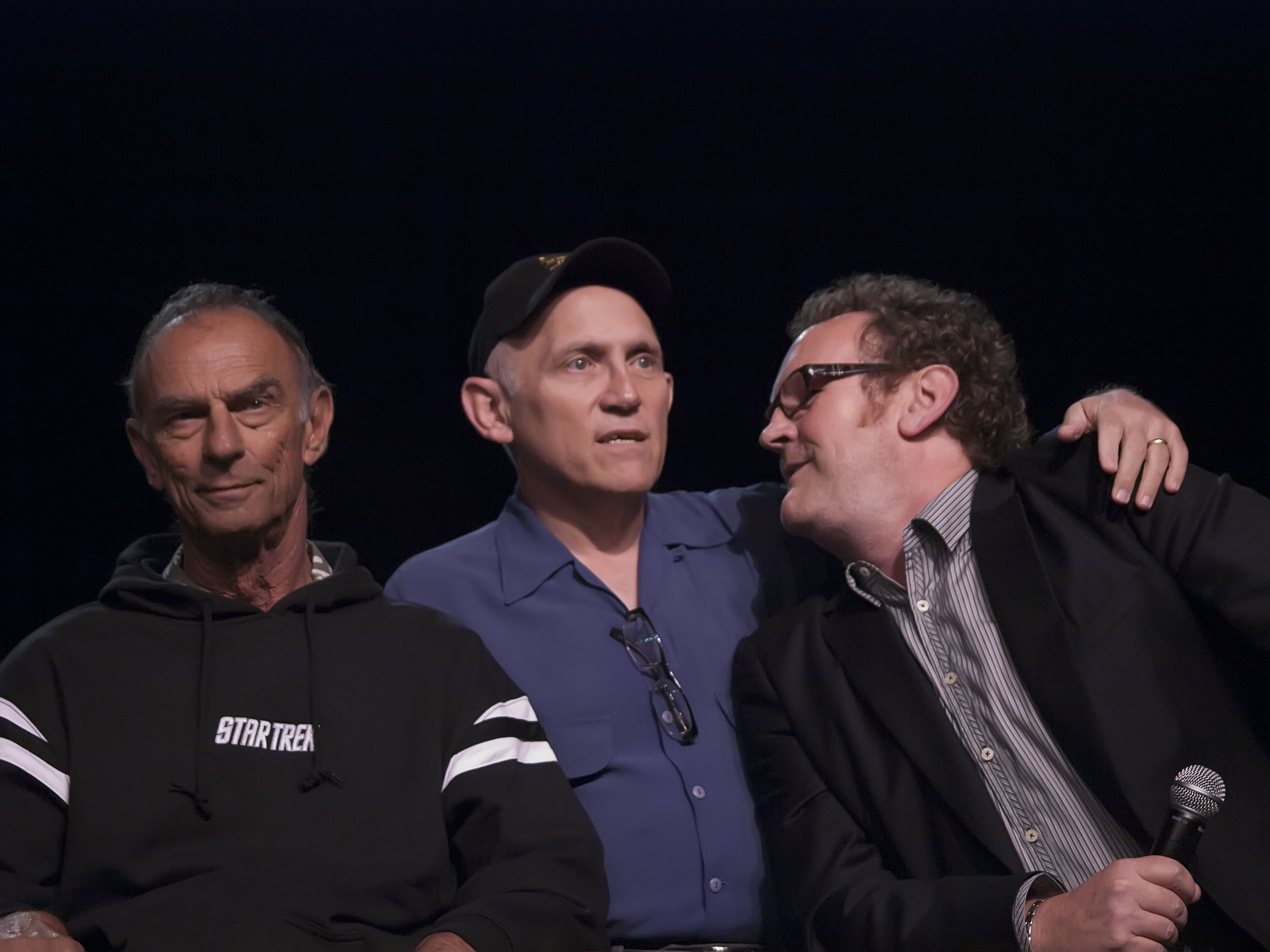
Marc Alaimo, Armin Shimerman et Colm Meaney.

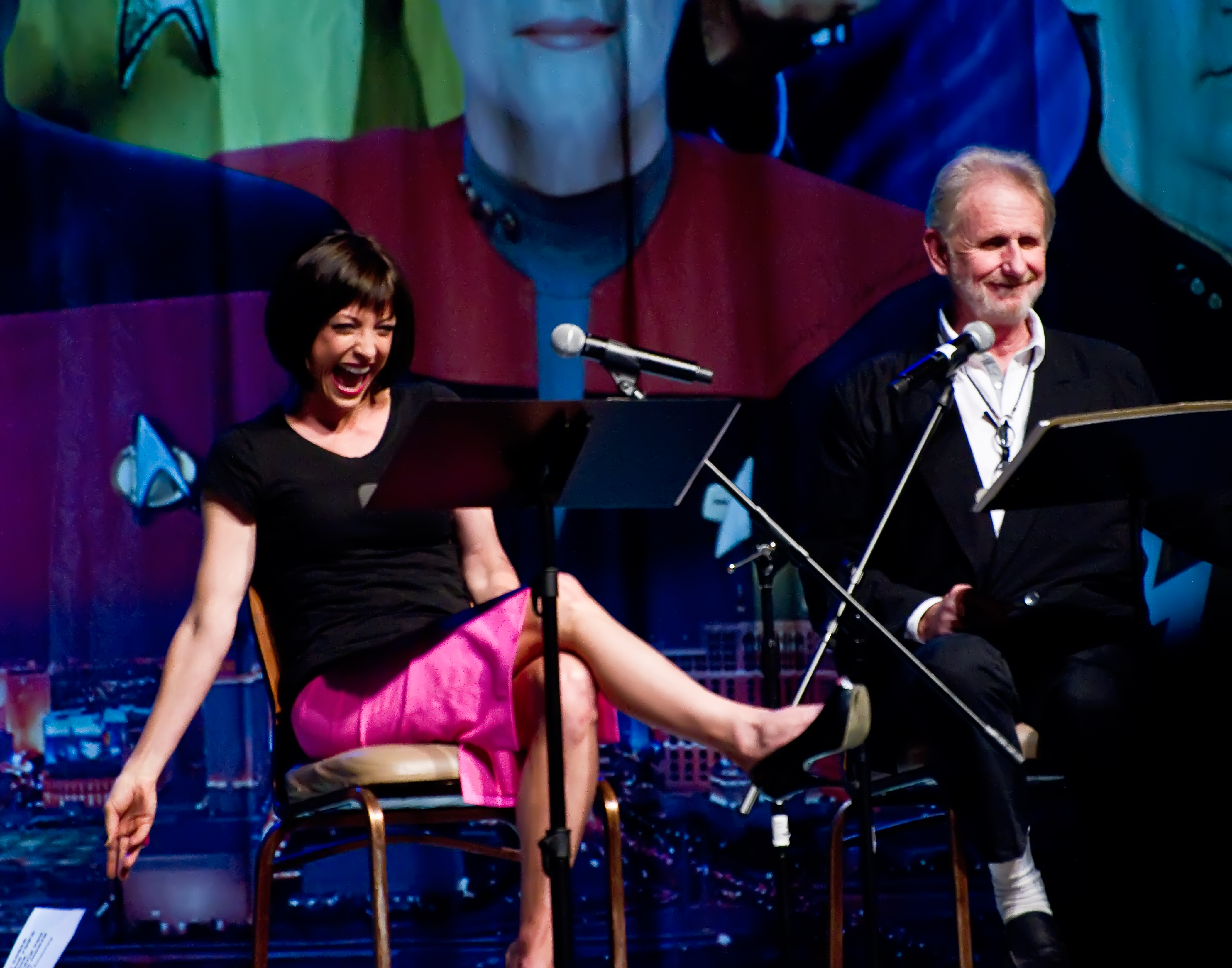
Nana Visitor et René Auberjonois.

- Avery Brooks (VF : Pierre Dourlens) : Commandeur (puis Capitaine) Benjamin Sisko, commandant de la station Deep Space 9
- René Auberjonois (VF : Michel Clainchy) : Constable Odo, chef de la sécurité de DS9
- Michael Dorn (VF : Michel Blin) : Lieutenant-Commandeur Worf, officier stratégique de DS9 (1995–1999)
- Terry Farrell (VF : Marie-Frédérique Habert) : Lieutenant (puis Lieutenant-Commandeur) Jadzia Dax, officier scientifique de DS9 (1993–1998)
- Nicole de Boer (VF : Amélie Gonin) : Enseigne (puis Lieutenant) Ezri Dax, conseiller de bord de DS9 (1998–1999)
- Colm Meaney (VF : Jean-Pierre Rigaux) : Premier Maître Miles O'Brien, chef des opérations de DS9
- Armin Shimerman (VF : Rémy Kirch (saison 1–5), Patrice Dozier (saisons 6–7)) : Quark, barman et marchand Ferengi sur DS9.
- Alexander Siddig (saisons 1–3, crédité comme Siddig el Fadil) (VF : Fabien Briche) : Dr Julian Bashir, Médecin de bord de DS9
- Nana Visitor (VF : Marie Gamory) : Major (puis Colonel) Kira Nerys, officier de liaison avec le gouvernement bajoran
- Cirroc Lofton (en) (VF : Charles Pestel) : Jake Sisko, fils de Benjamin Sisko

Photos des acteurs principaux
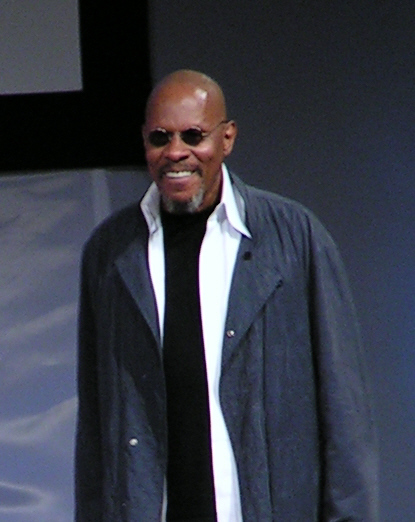
Avery Brooks.
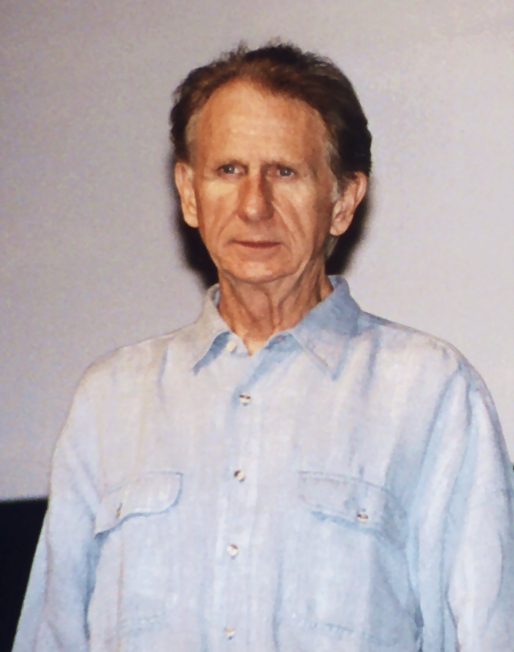
René Auberjonois.
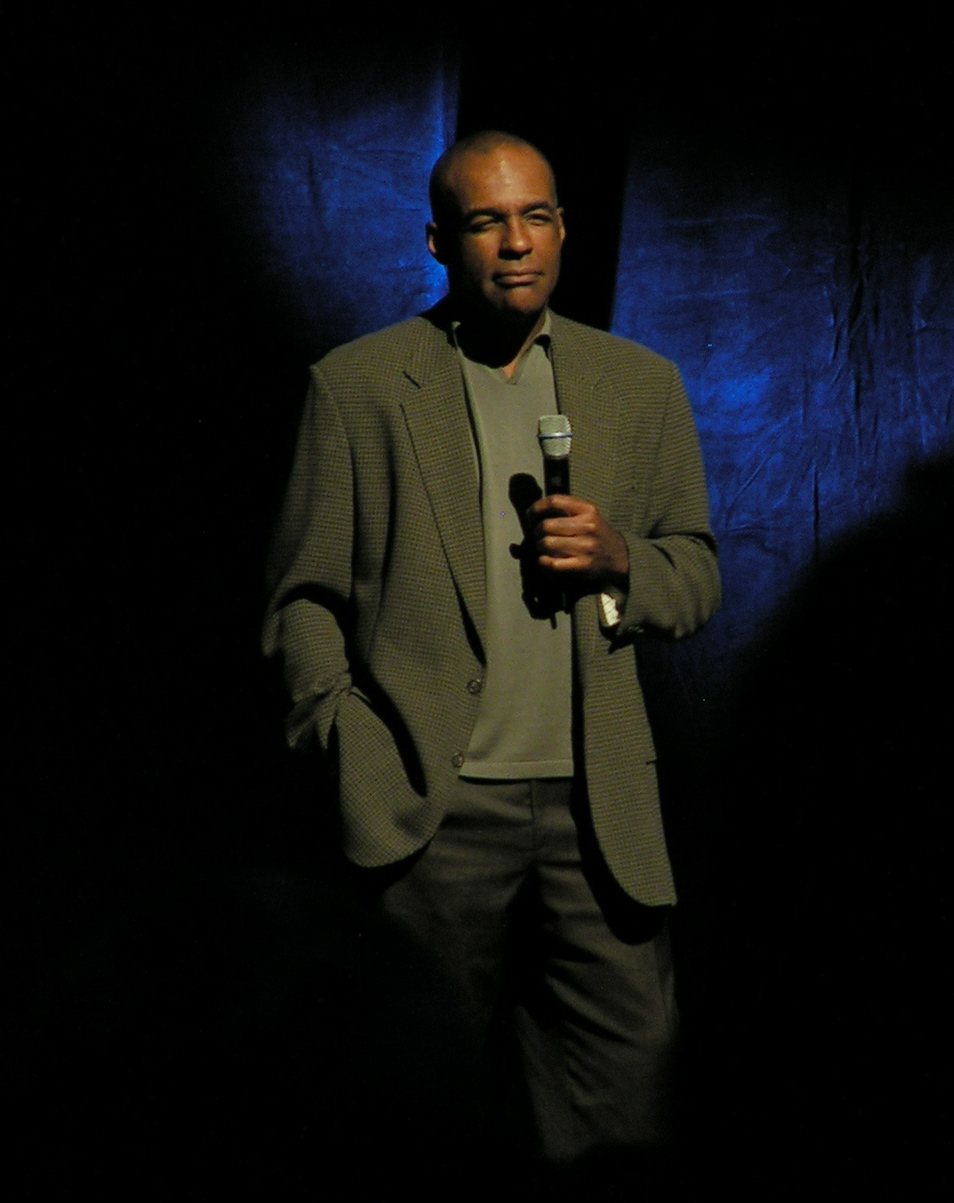
Michael Dorn.
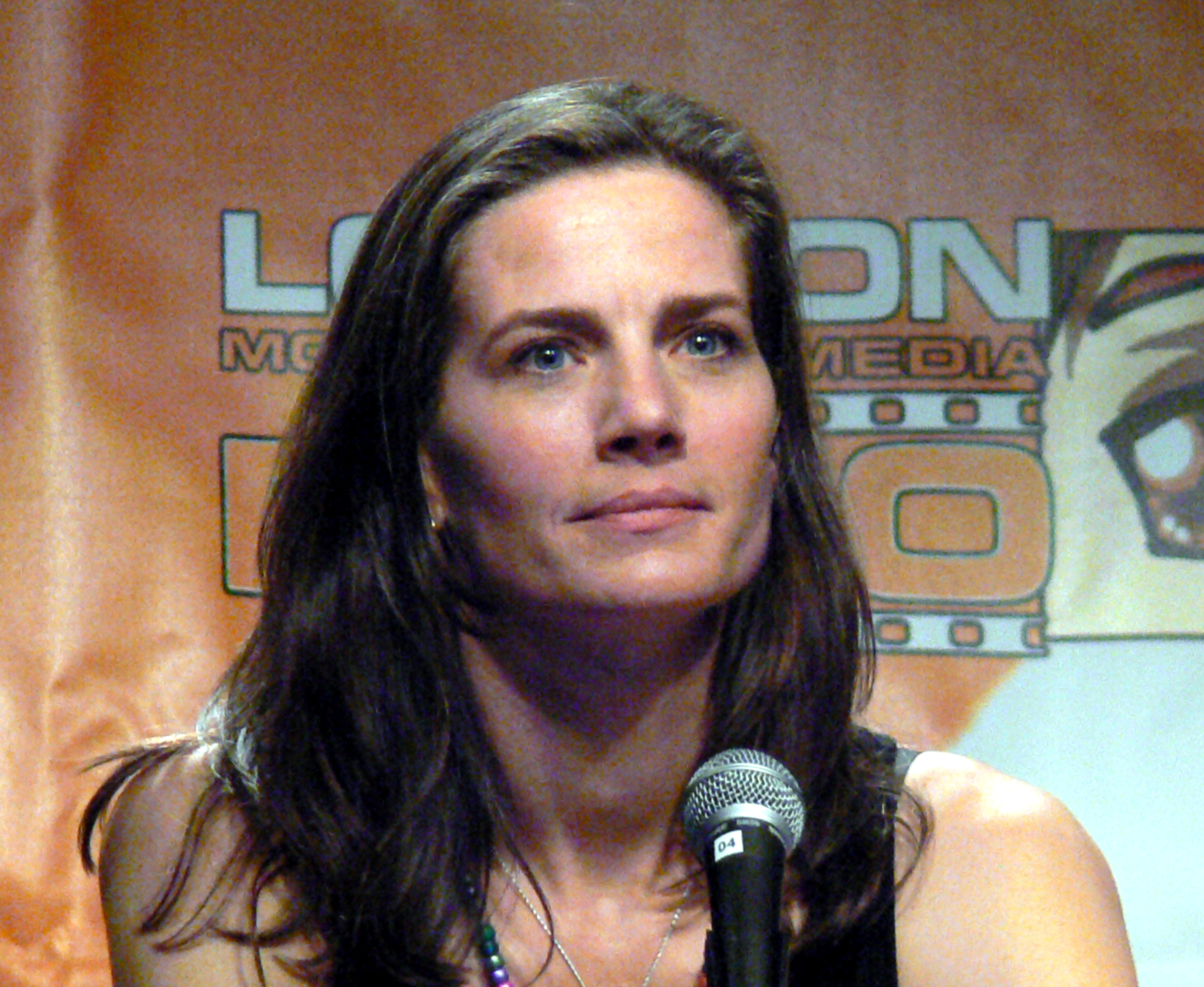
Terry Farrell.
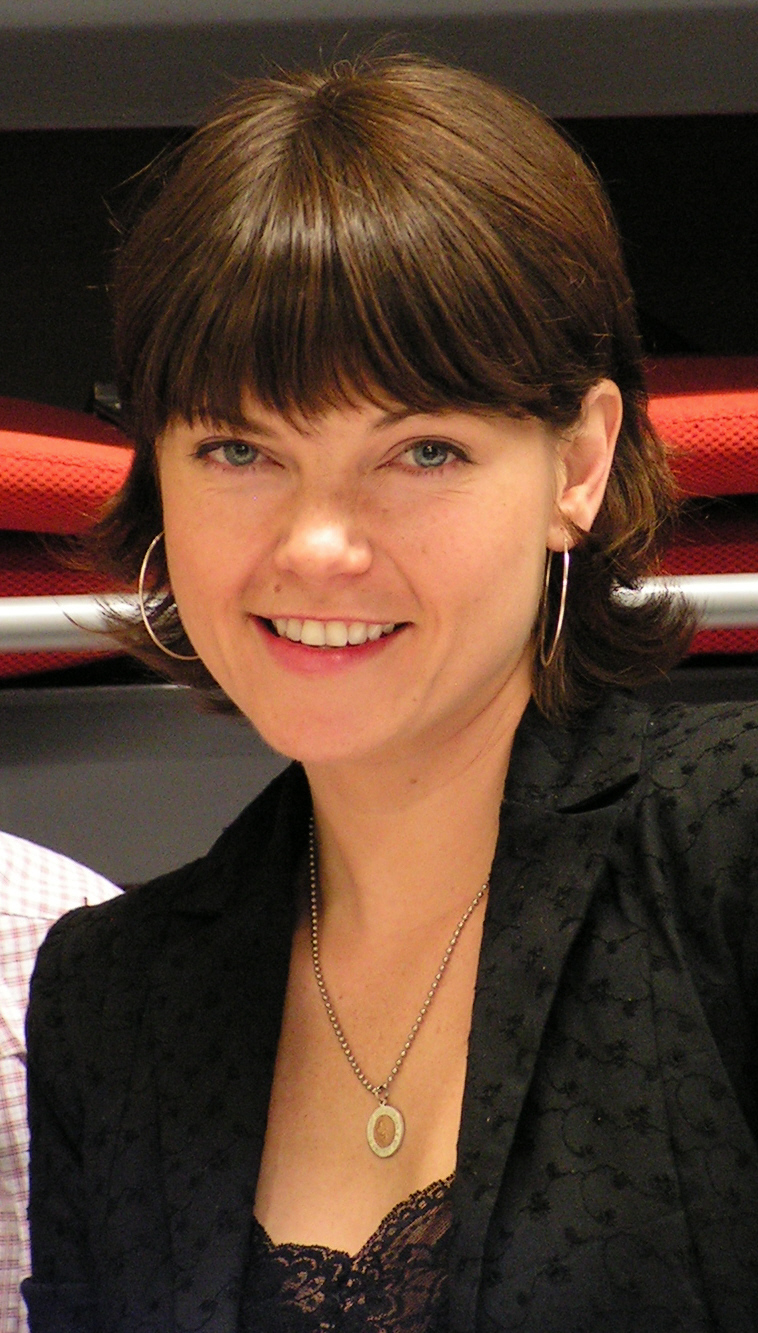
Nicole de Boer.
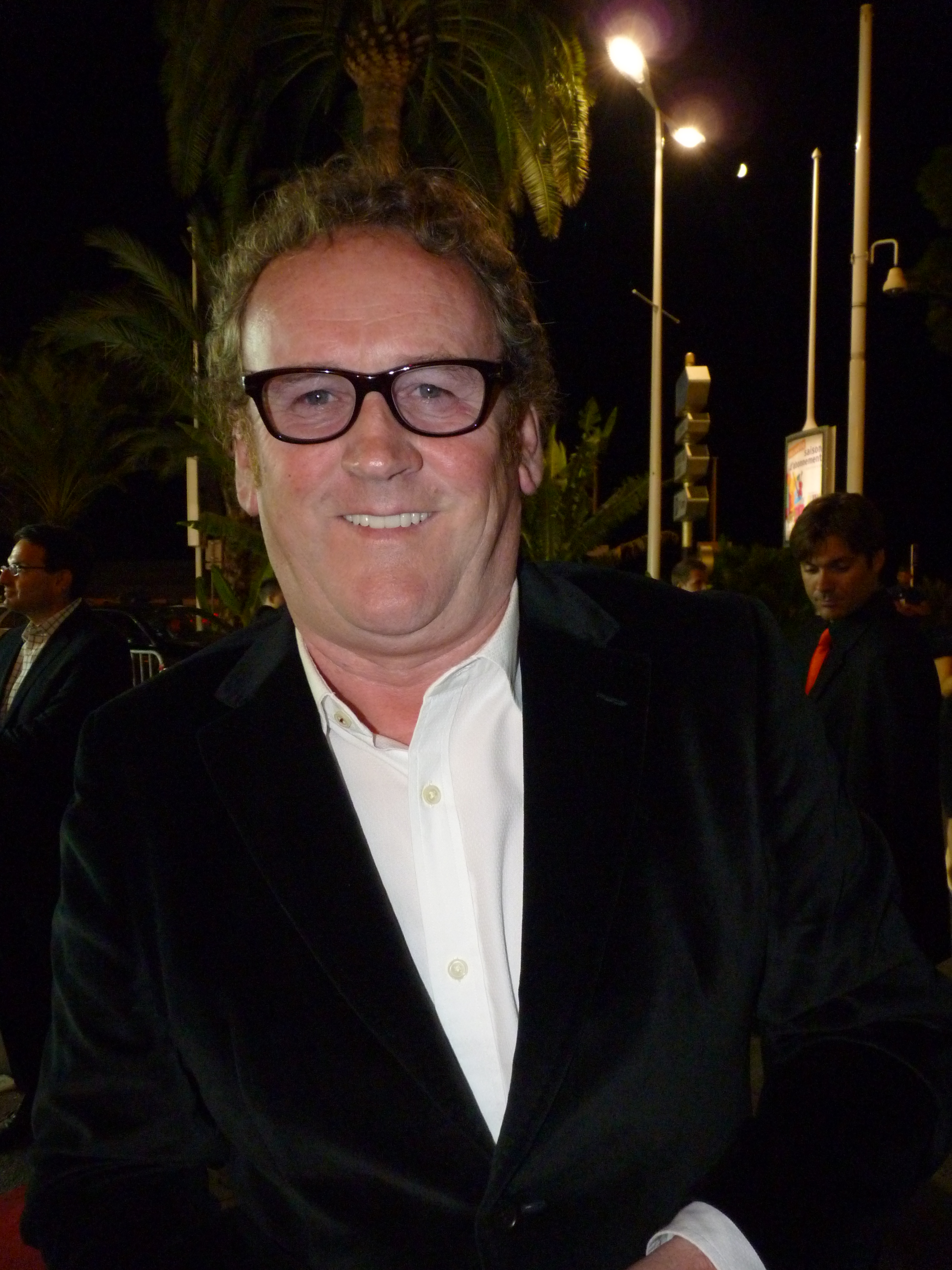
Colm Meaney.
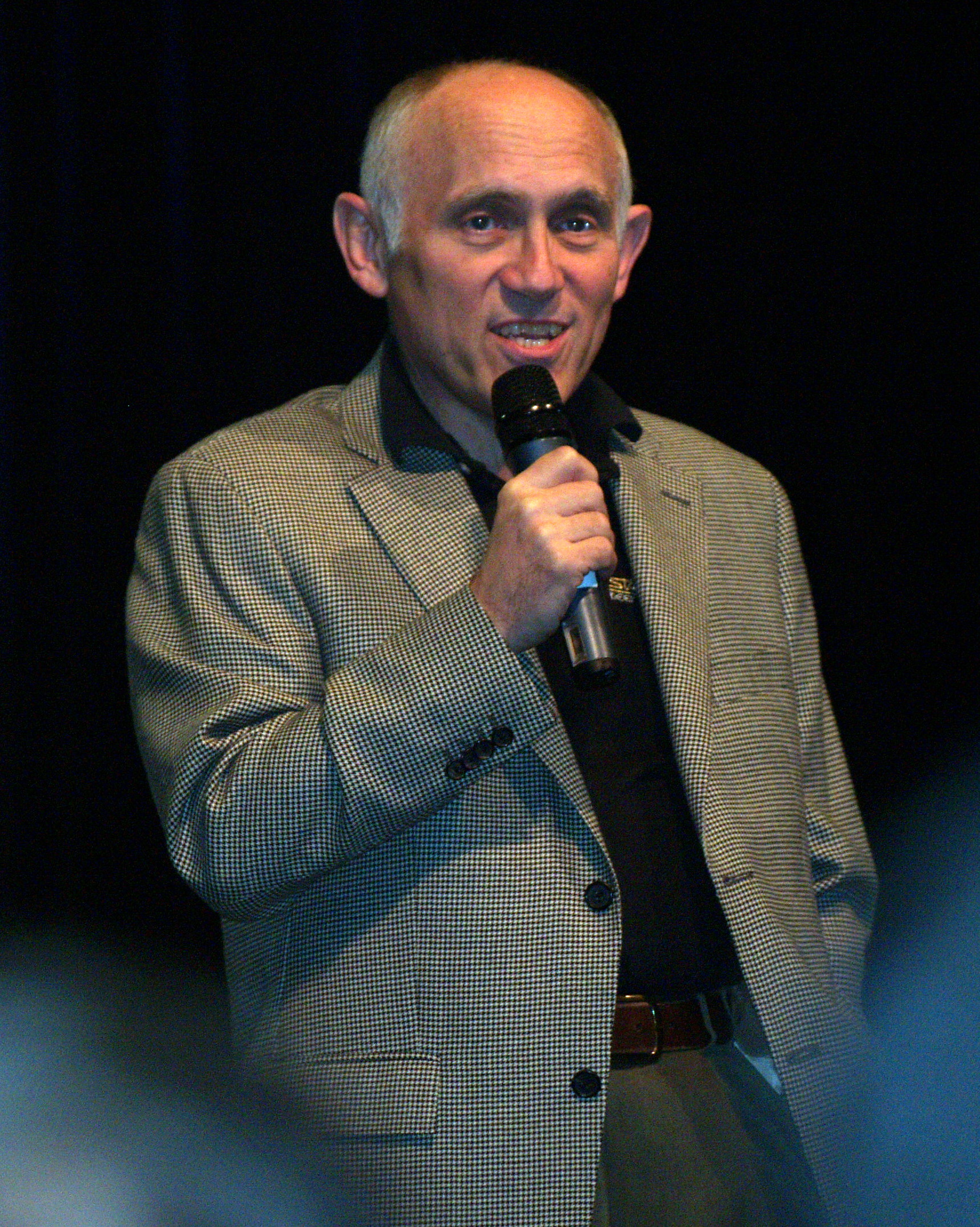
Armin Shimerman.
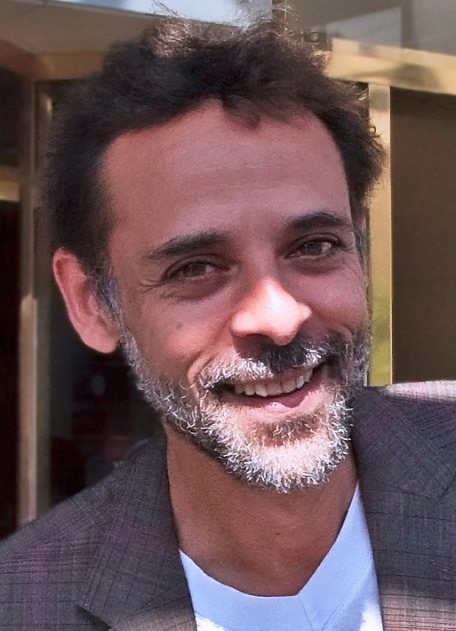
Alexander Siddig.
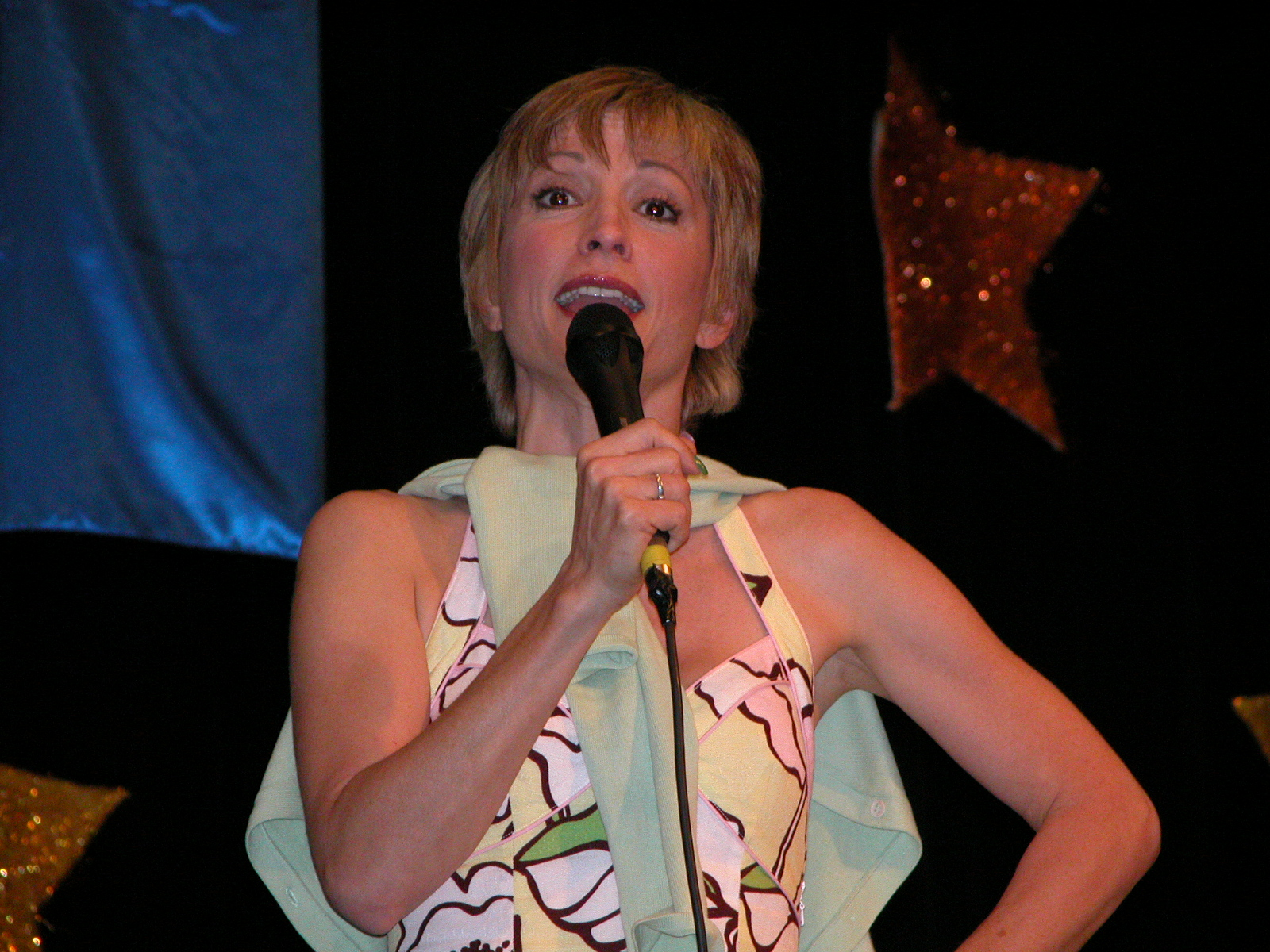
Nana Visitor.
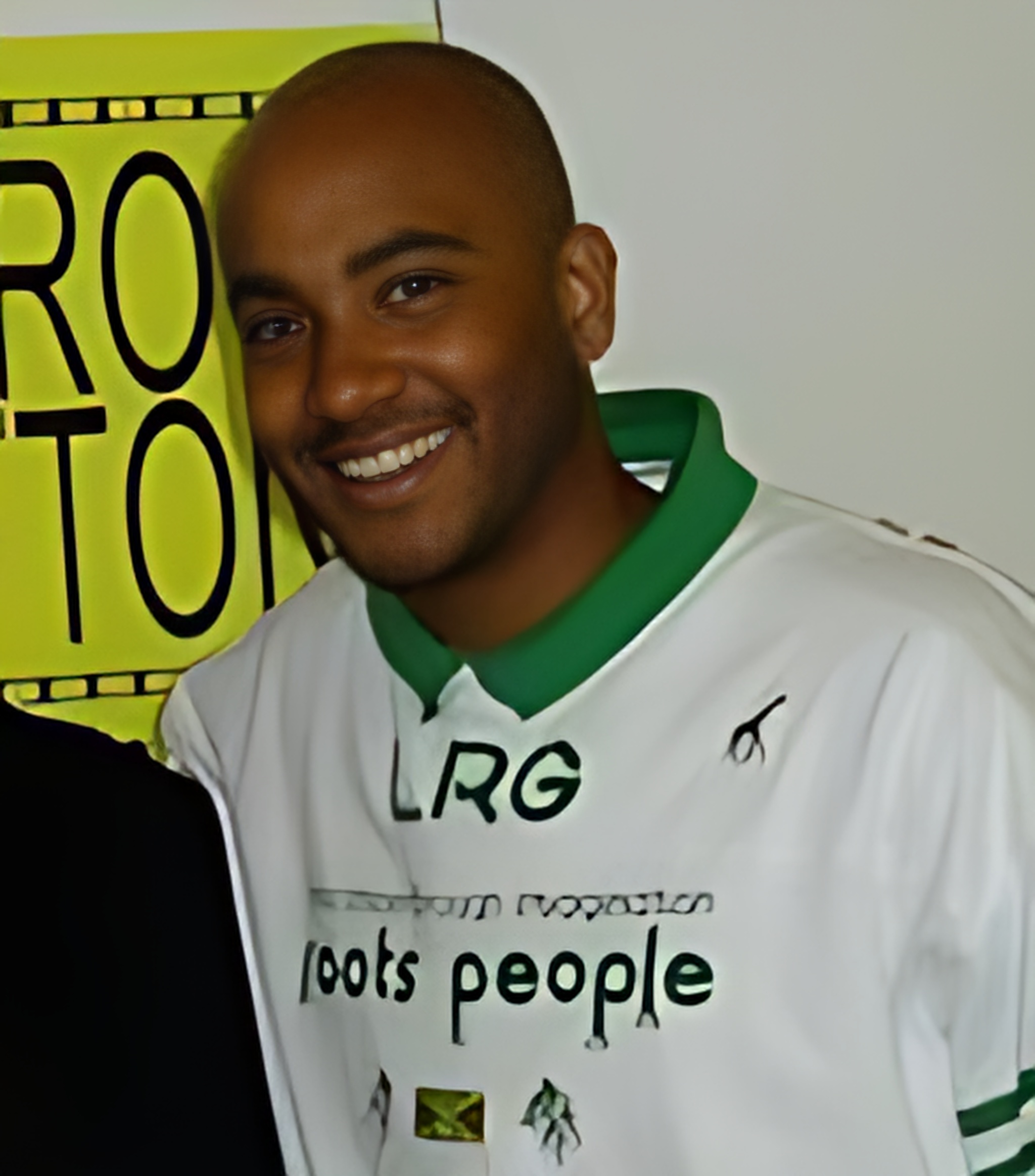
Cirroc Lofton.

### Personnages récurrents
- Max Grodénchik (VF : Hubert Drac) : Rom
- Aron Eisenberg (VF : Julien Sibre) : Nog
- Louise Fletcher : Vedek (puis Kai) Winn Adami
- Majel Barrett : Lwaxana Troi
- Jeffrey Combs : Weyoun, Ambassadeur du Dominion (1995–1999)
- Andrew Robinson (VF : Philippe Roullier) : Elim Garak
- Casey Biggs : Légat Damar
- J. G. Hertzler : Général Martok (1997–1999)
- Marc Alaimo (VF : Joël Zaffarano) : Gul Dukat
- James Darren : Vic Fontaine
- Robert O'Reilly (en) : Chancelier Gowron
- Rosalind Chao (VF : Yumi Fujimori) : Keiko O'Brien
- Hana Hatae : Molly O'Brien
- Chase Masterson : Leeta
- Brock Peters : Joseph Sisko
- Penny Johnson : Capitaine Kassidy Yates
- Cyia Batten, Tracy Middendorf, Melanie Smith : Tora Ziyal
- Philip Anglim : Vedek Bareil Antos
- Wallace Shawn : Grand Nagus Zek
- Ronald Taylor : Maihar'du, Garde du corps du Grand Nagus Zek
- Kenneth Marshall : Lieutenant-Commandeur Michael Eddington, chef de la sécurité sur l'USS Defiant

Photos des acteurs récurrents
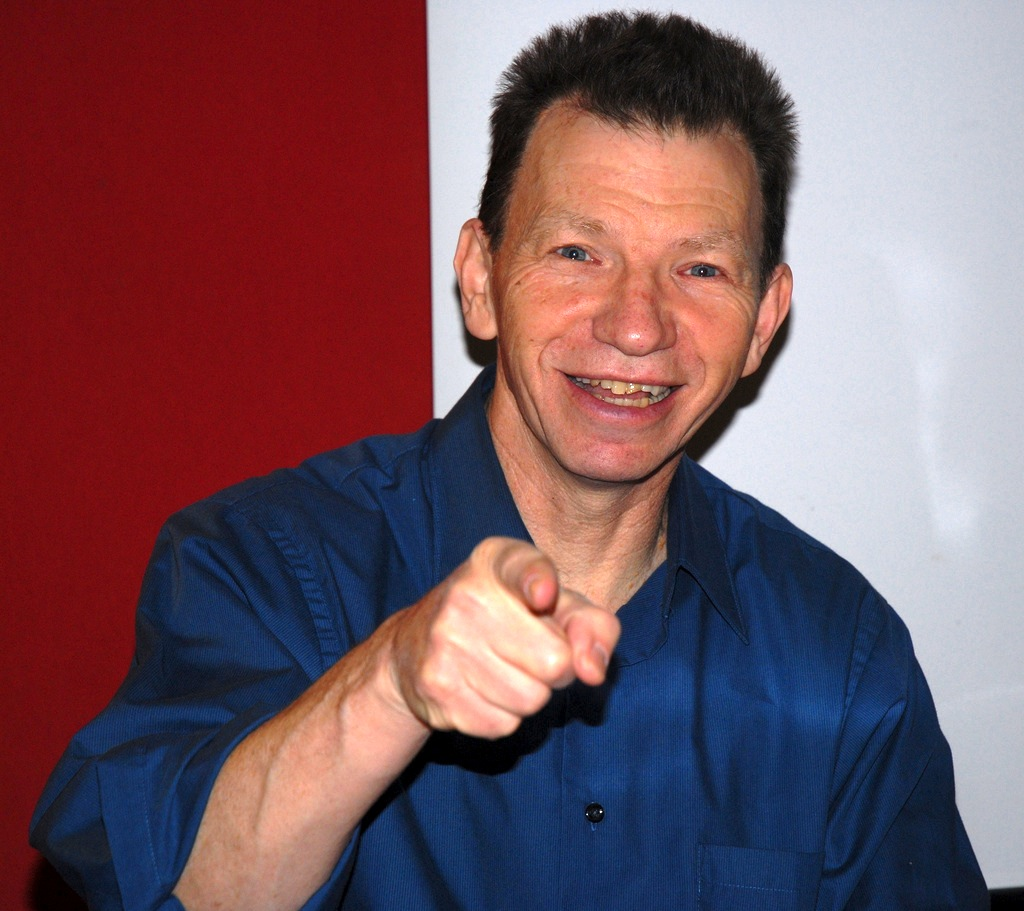
Max Grodénchik
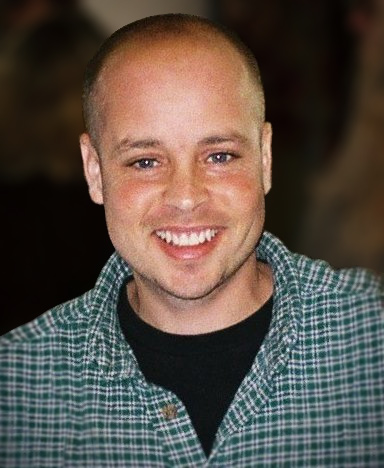
Aron Eisenberg
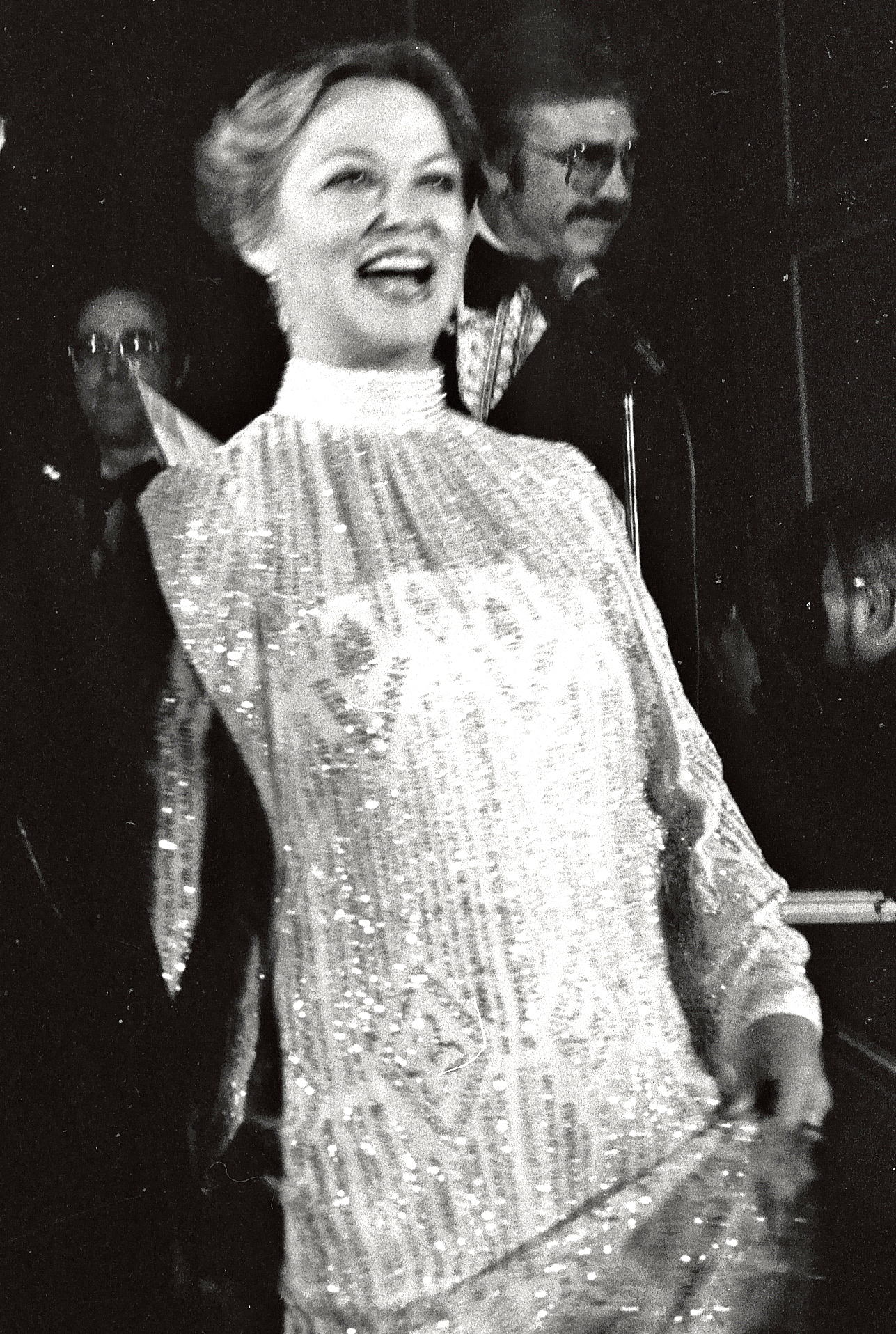
Louise Fletcher
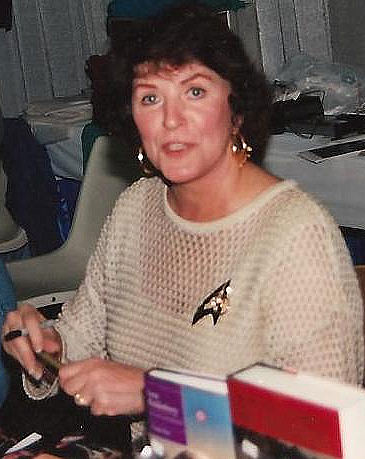
Majel Barrett
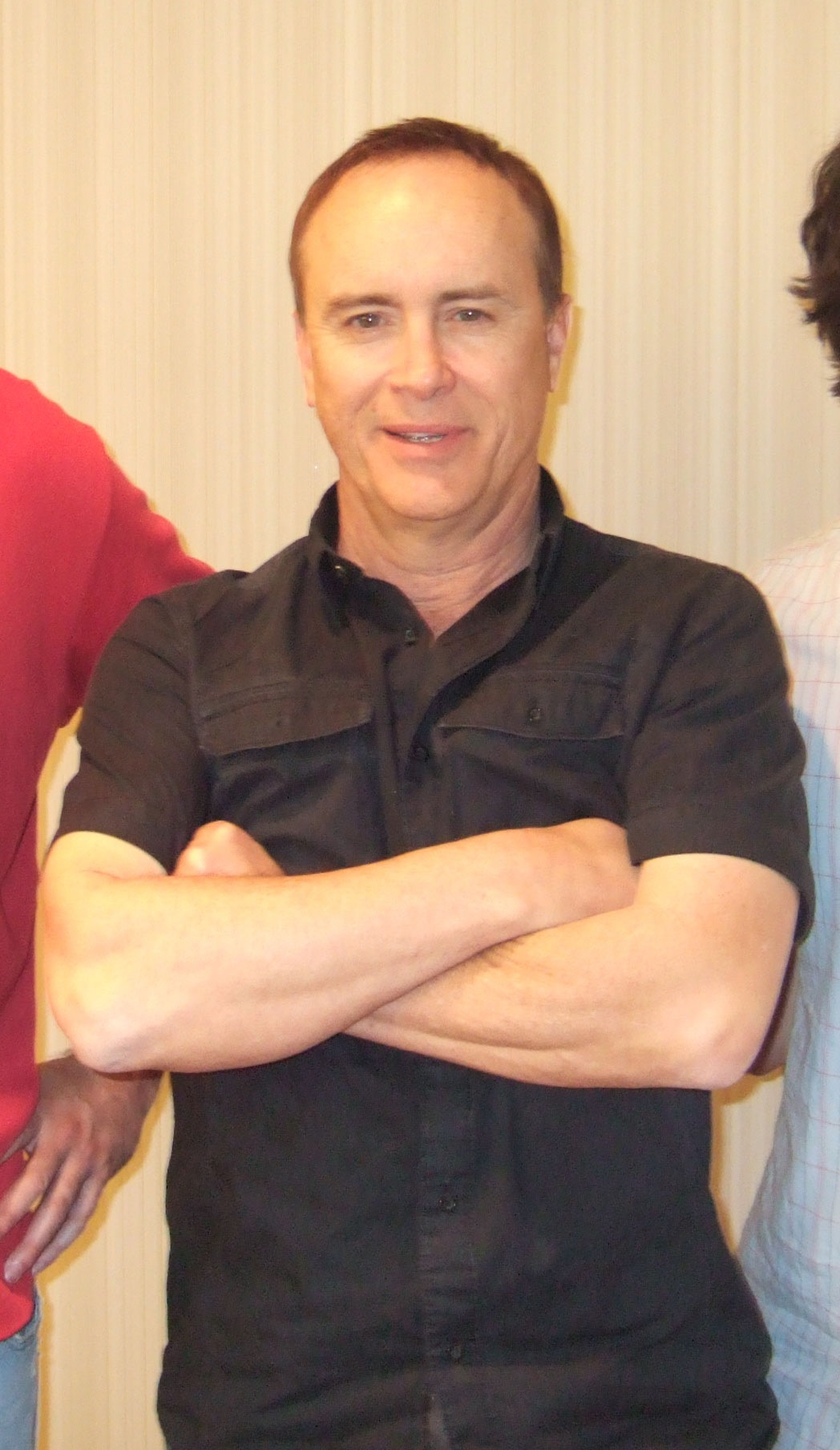
Jeffrey Combs
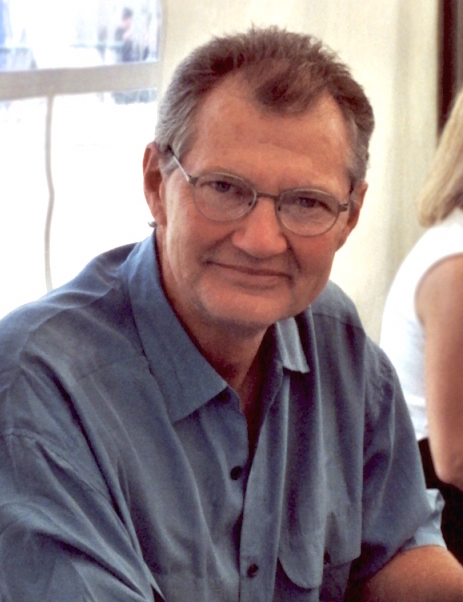
Andrew Robinson
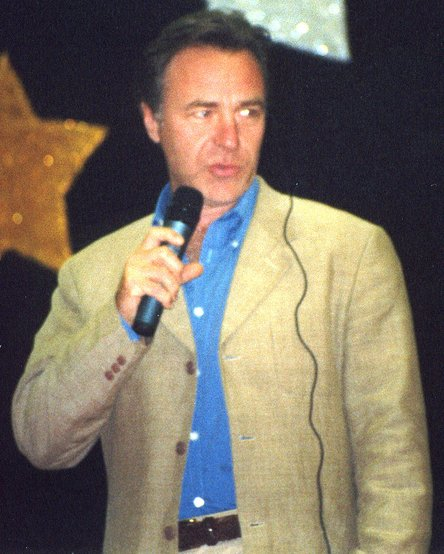
Casey Biggs
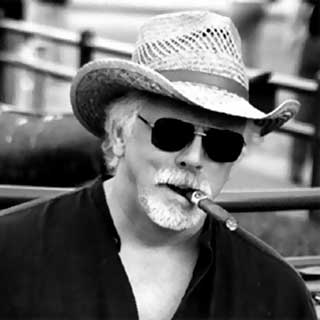
J. G. Hertzler
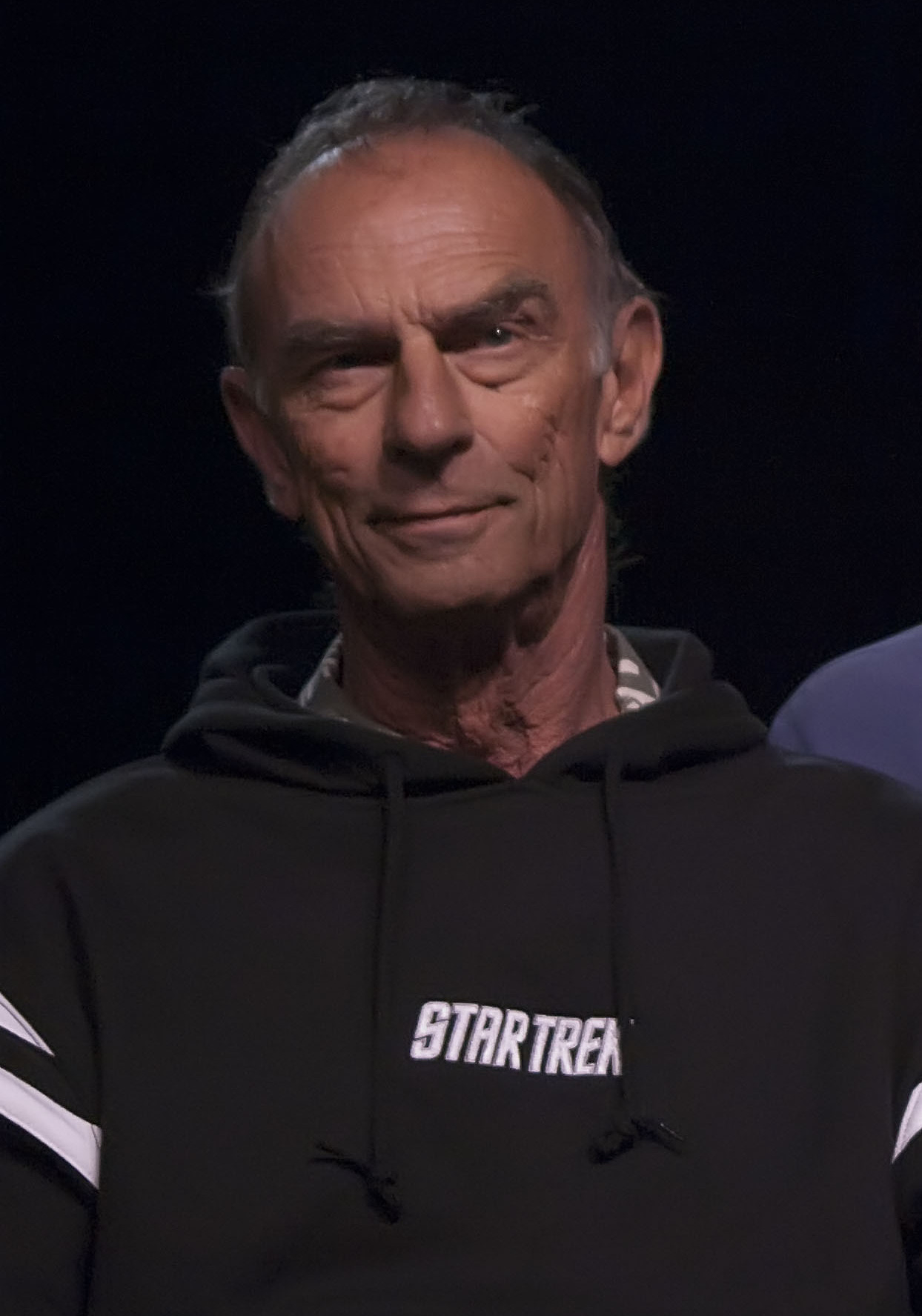
Marc Alaimo
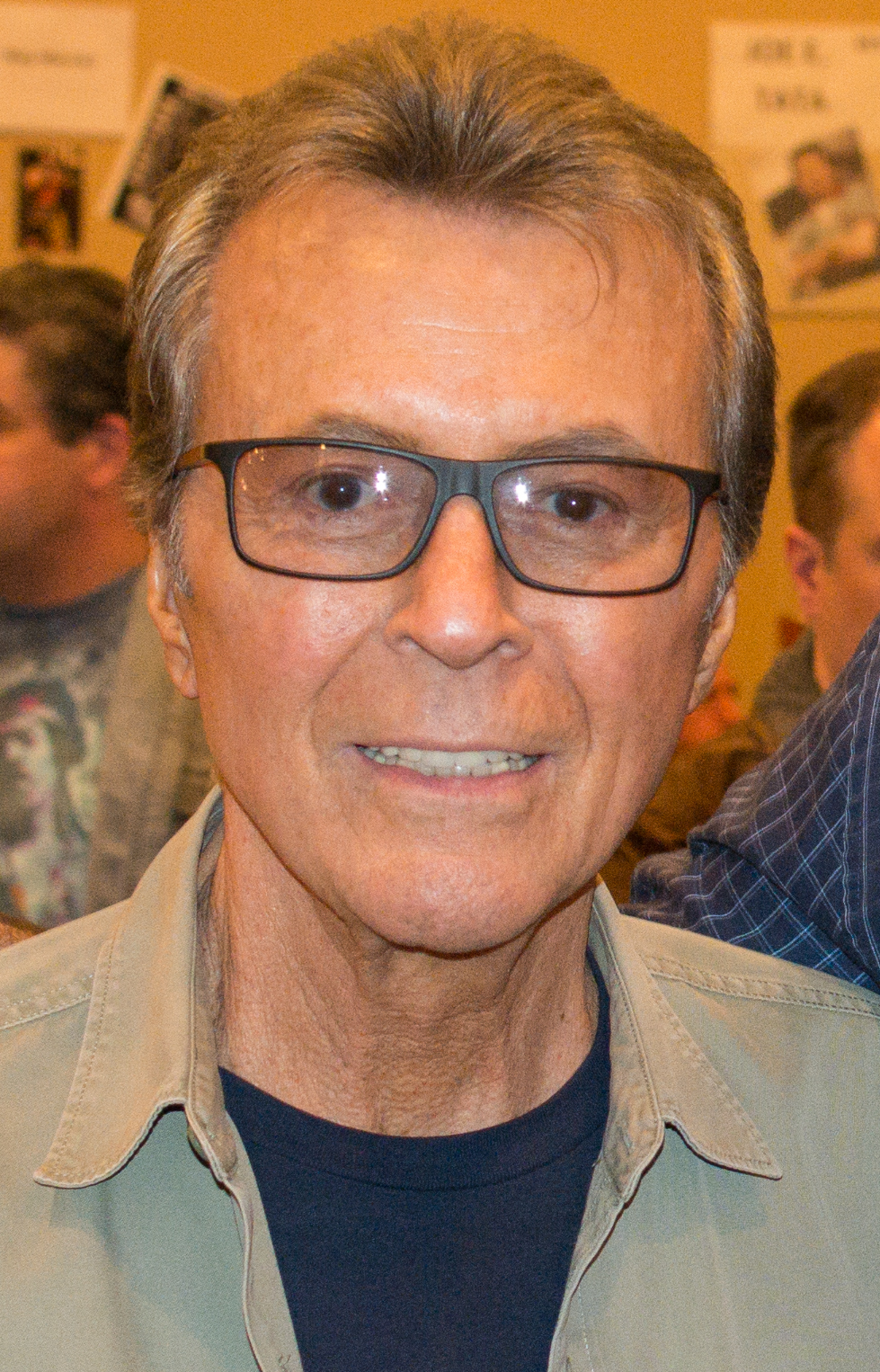
James Darren
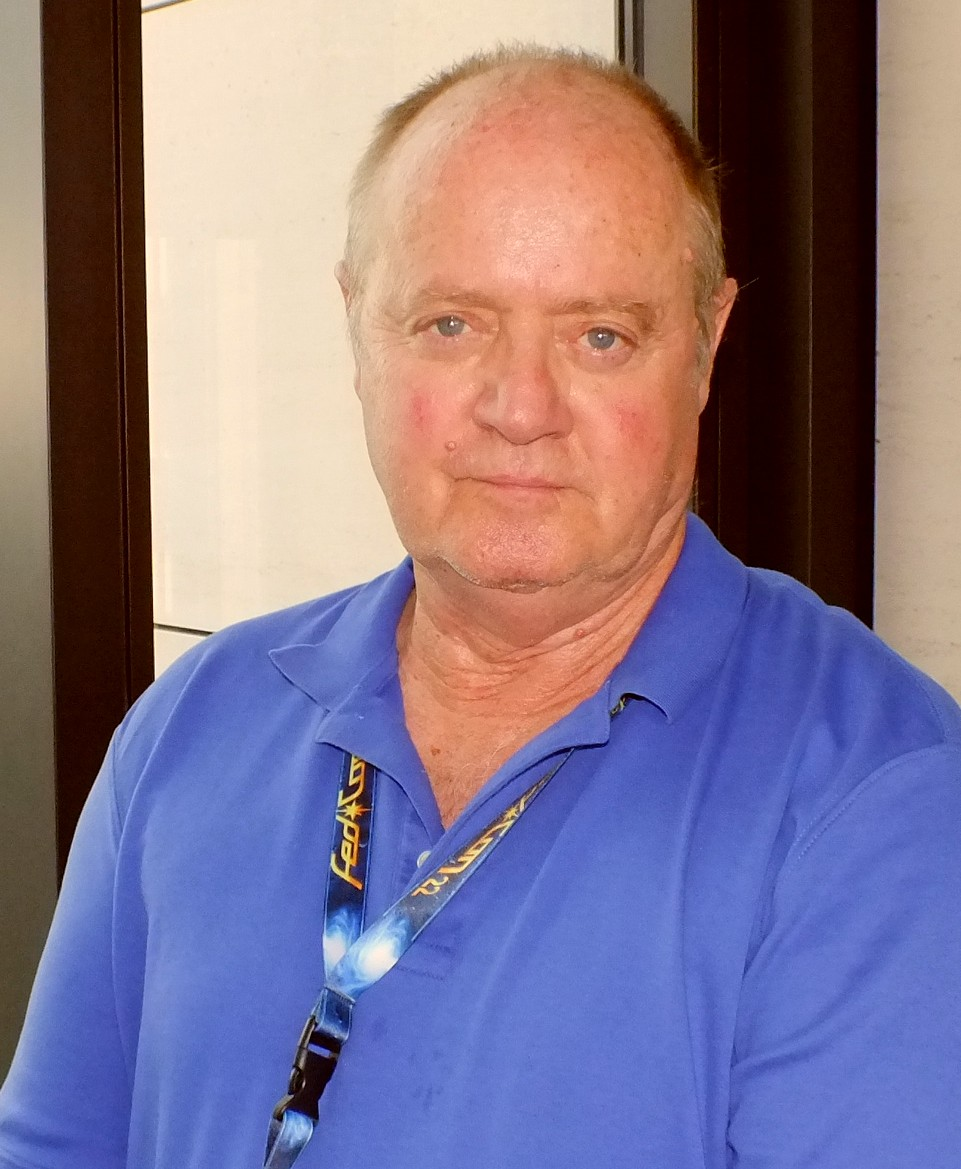
Robert O'Reilly
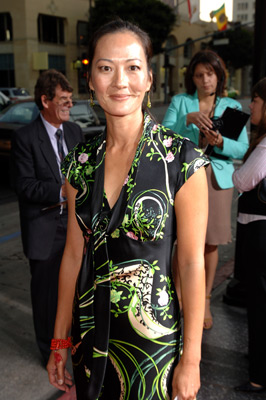
Rosalind Chao
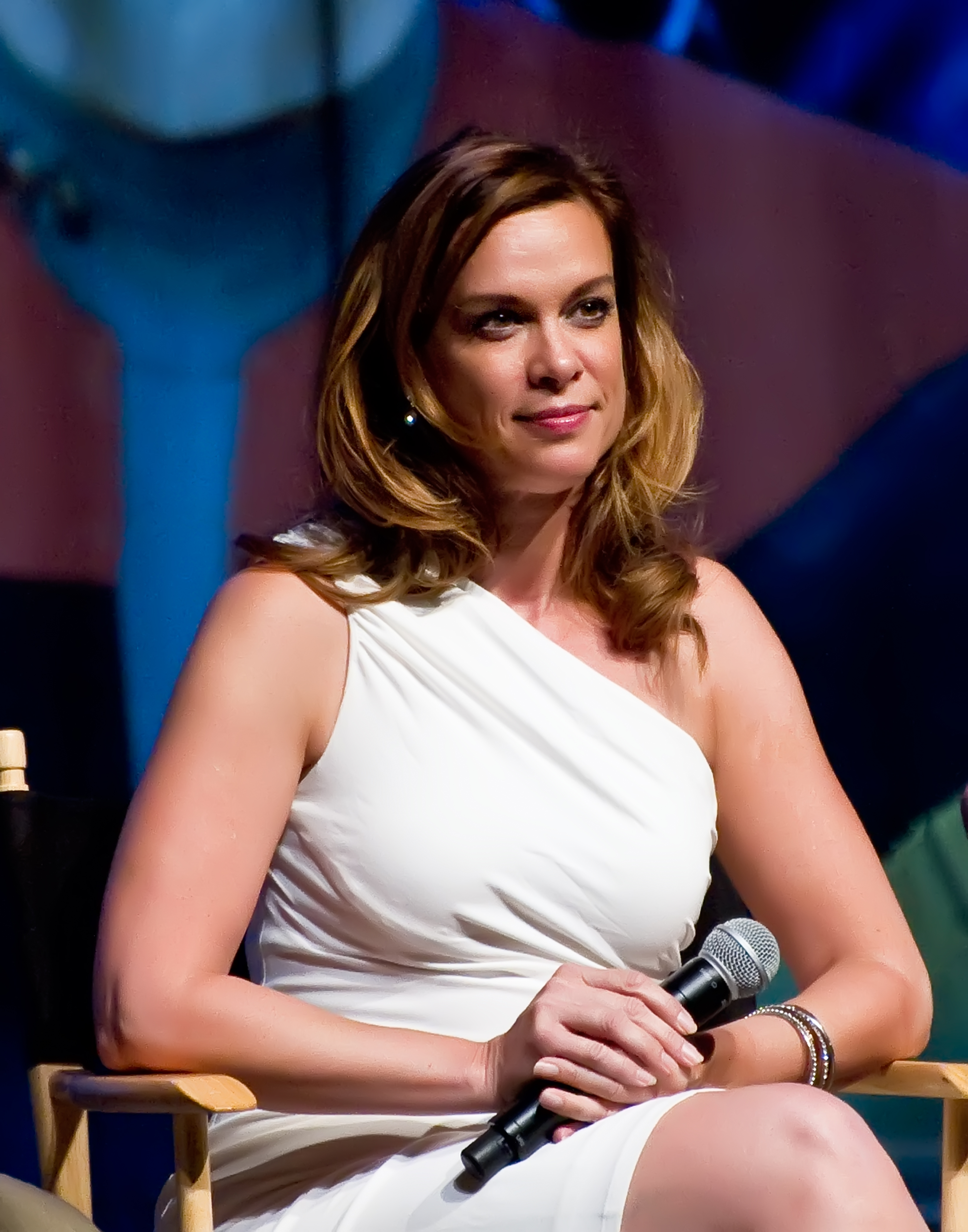
Chase Masterson
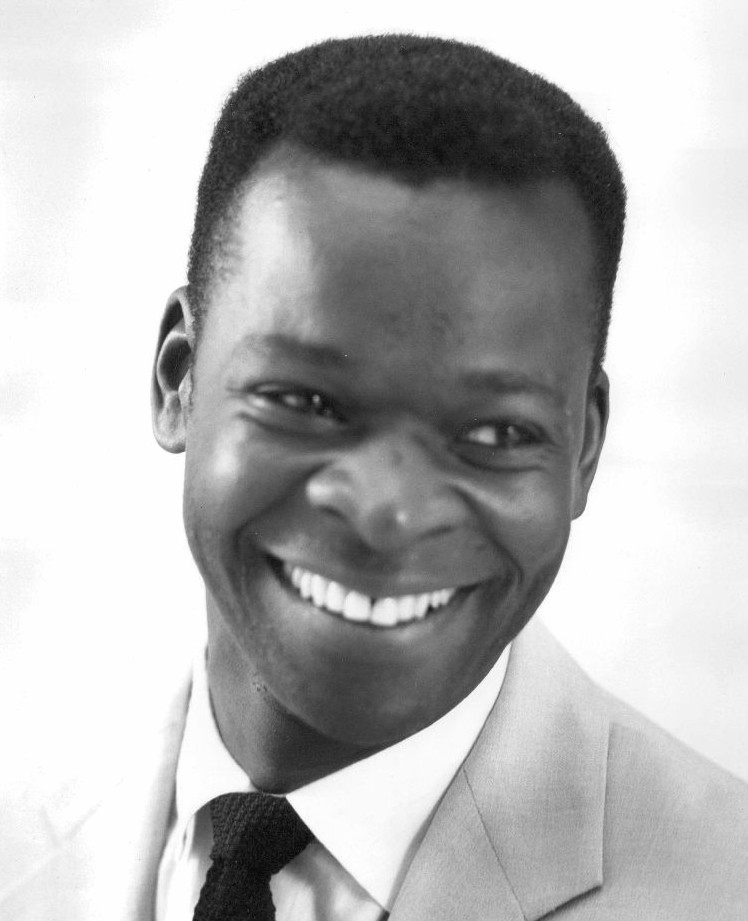
Brock Peters
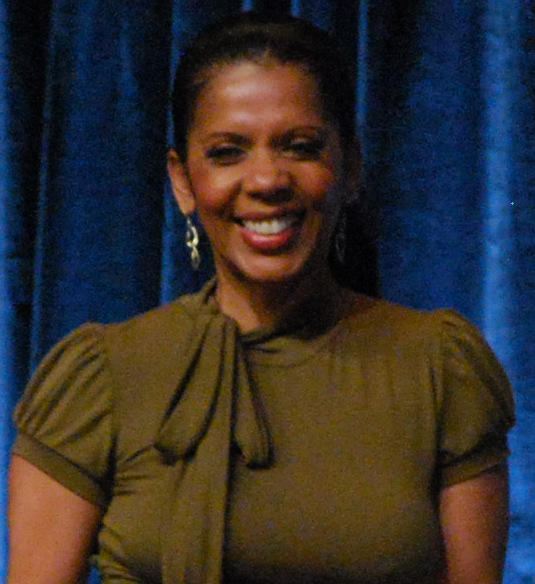
Penny Johnson
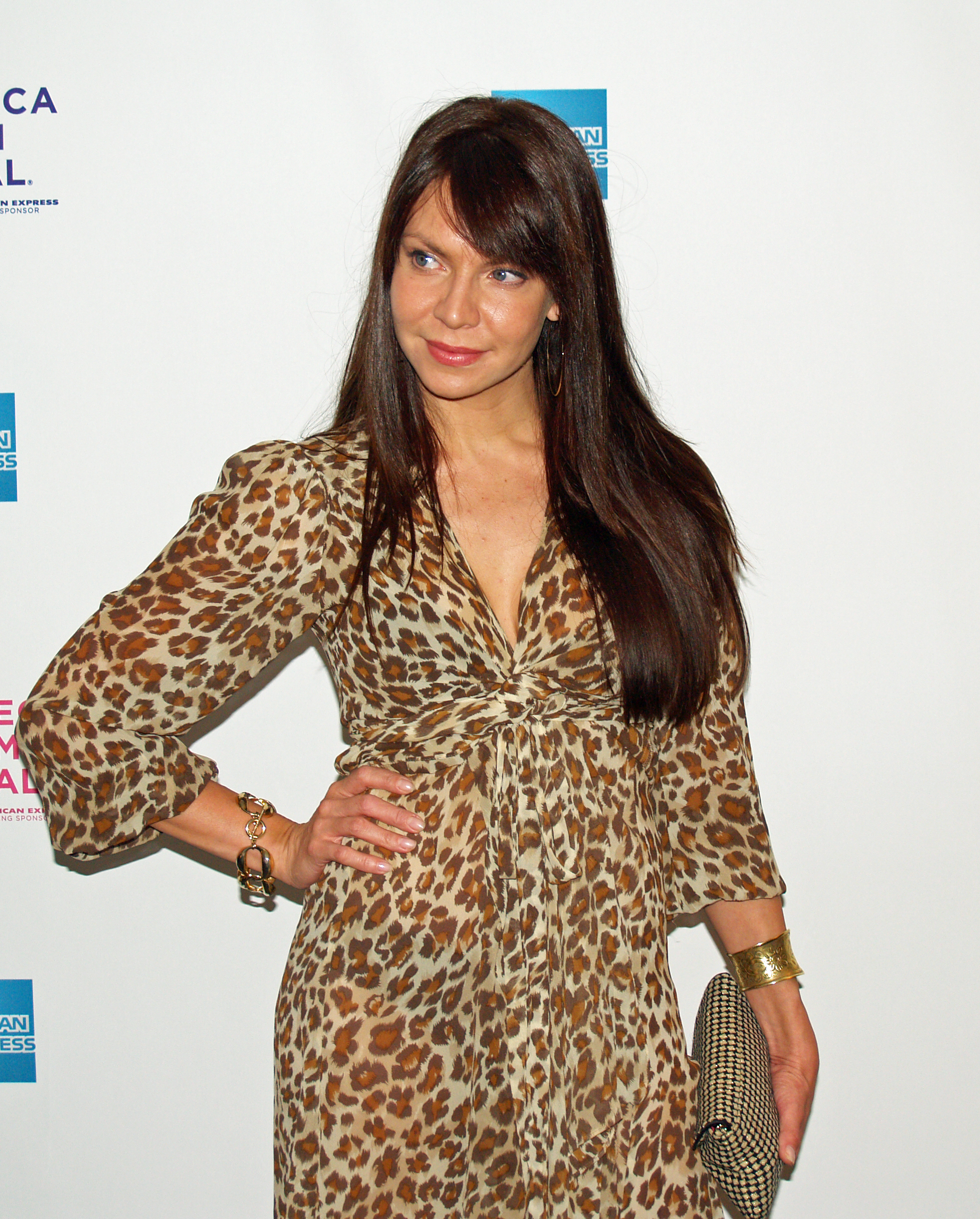
Cyia Batten
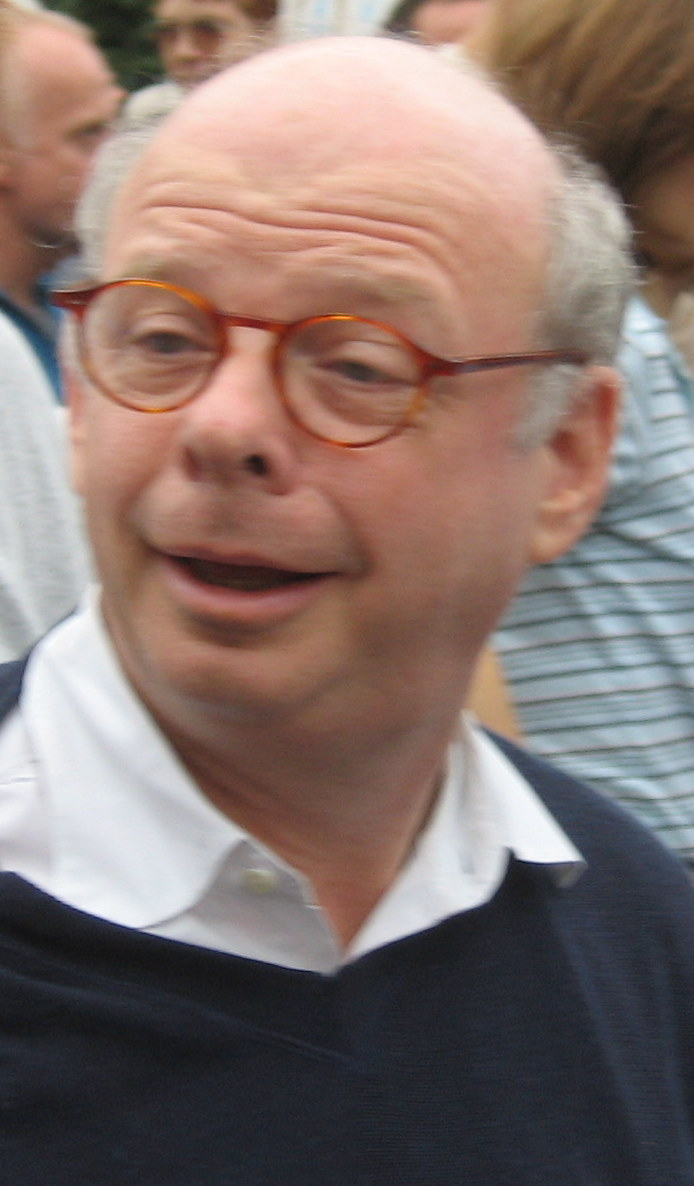
Wallace Shawn

### Apparitions spéciales
- Patrick Stewart (VF : Alain Choquet) : Capitaine Jean-Luc Picard
- John de Lancie (VF : Frédéric Cerdal) : Q
- Tim Russ : Tuvok
- Robert Picardo (VF : Philippe Catoire) : Lewis Zimmerman
- John Colicos : Kor
- Richard Beymer : Li Nalas
- Jonathan Frakes : William T. Riker
- Frank Langella : Ministre Jaro Essa
- Adrienne Barbeau : Cretak
- Gregory Itzin : Ilon Tandro
- Jonathan Banks : Shel-la
- Harris Yulin : Aamin Marritza
- John Glover : Verad
- Brian Thompson : Inglatu / Toman'torax
- Leland Orser : Gai / Lovok
- Dick Miller : Vin
- Erick Avari : Vedek Yarka
- James Cromwell : Hanok
- Vanessa Lynn Williams : Arandis
- Kurtwood Smith : Thrax
- Gabrielle Union : N'Garen
- Meg Foster : Onaya
- Iggy Pop : Yelgrun
- William Sadler : Director Luther Sloan

Photos des acteurs invités
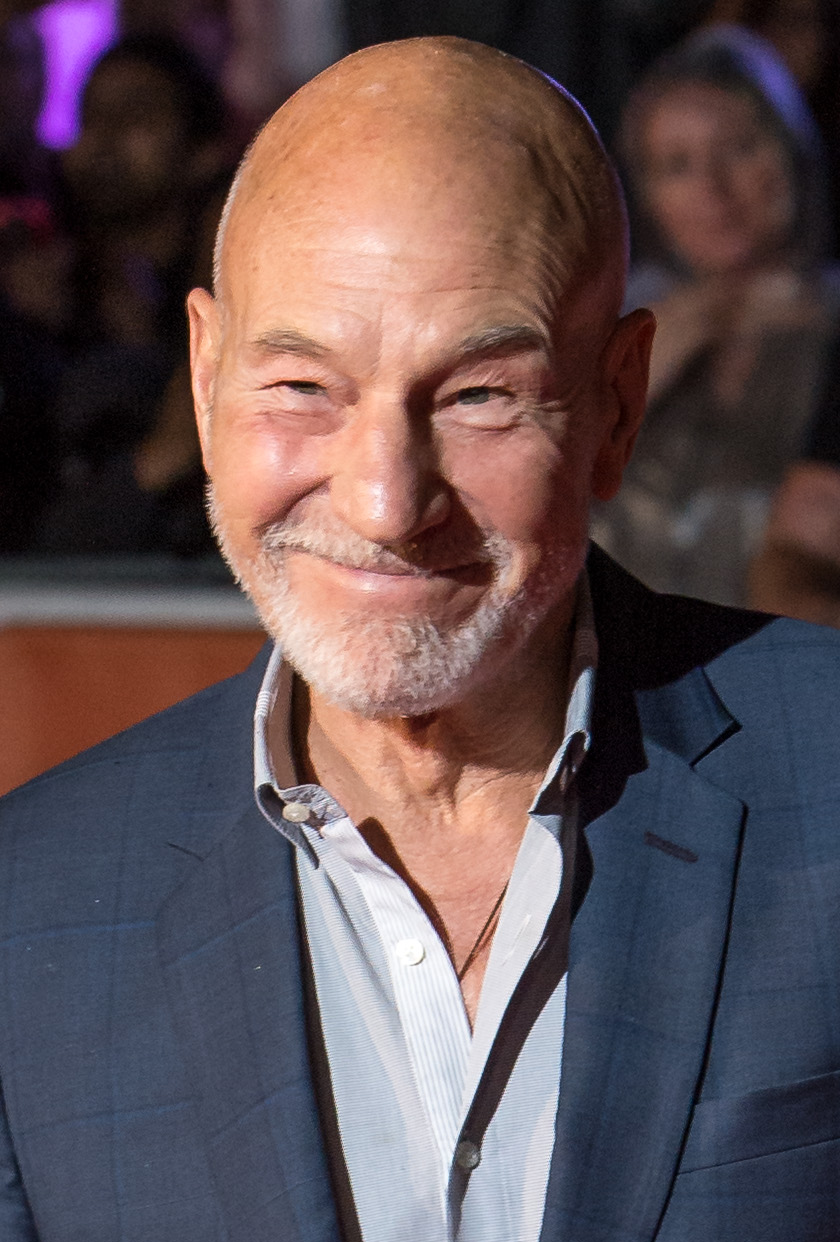
Patrick Stewart
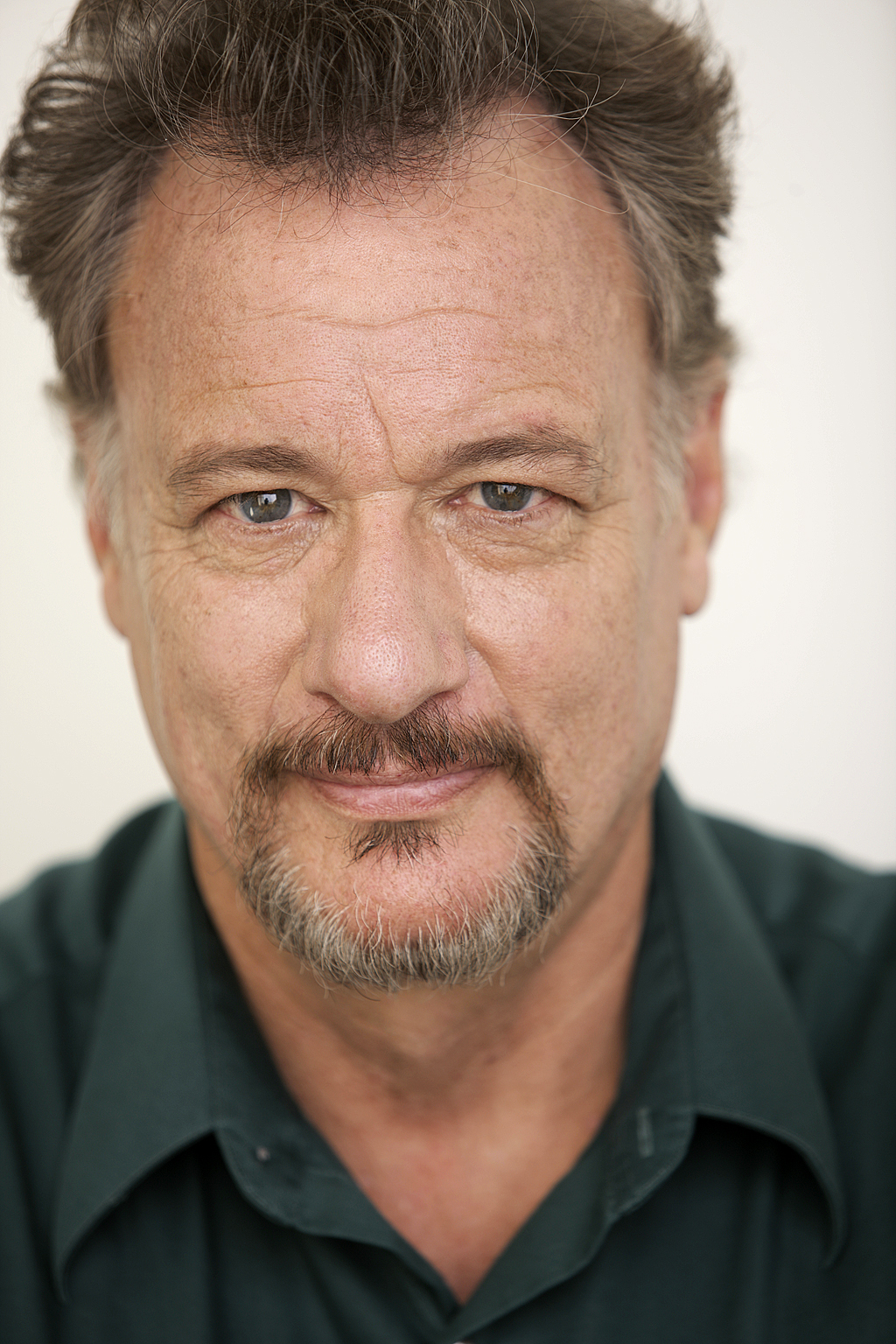
John de Lancie
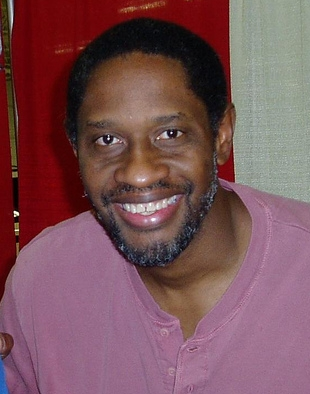
Tim Russ
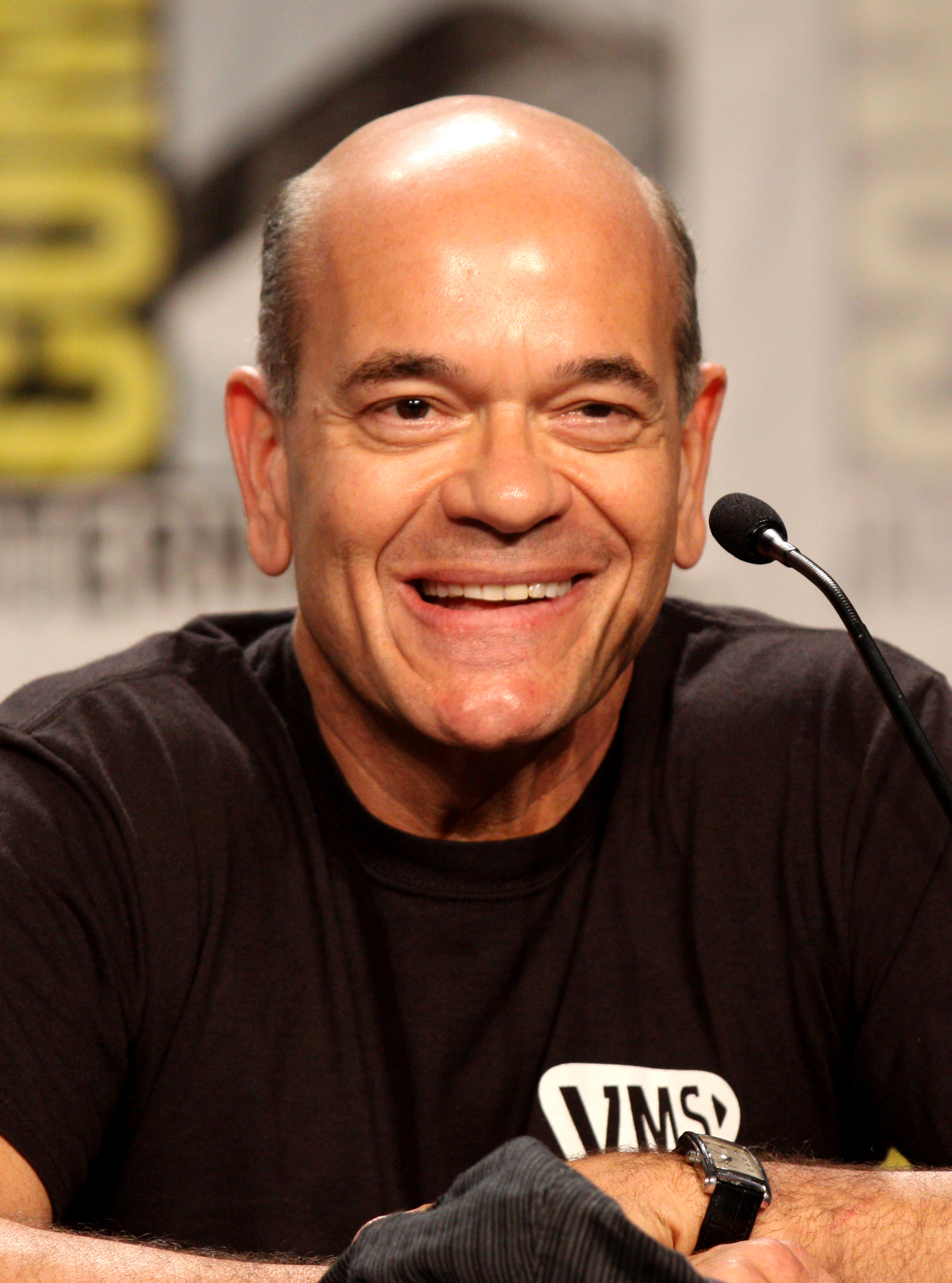
Robert Picardo
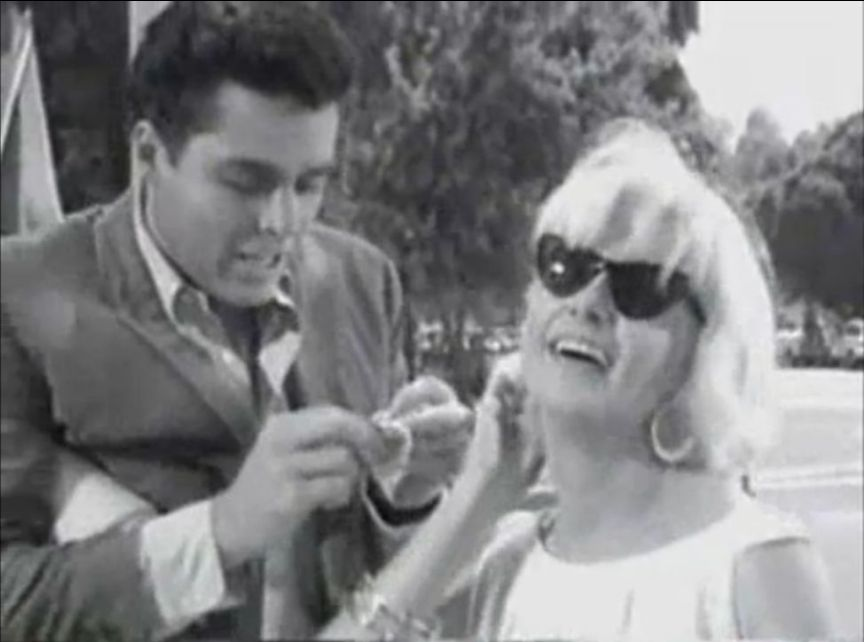
Richard Beymer
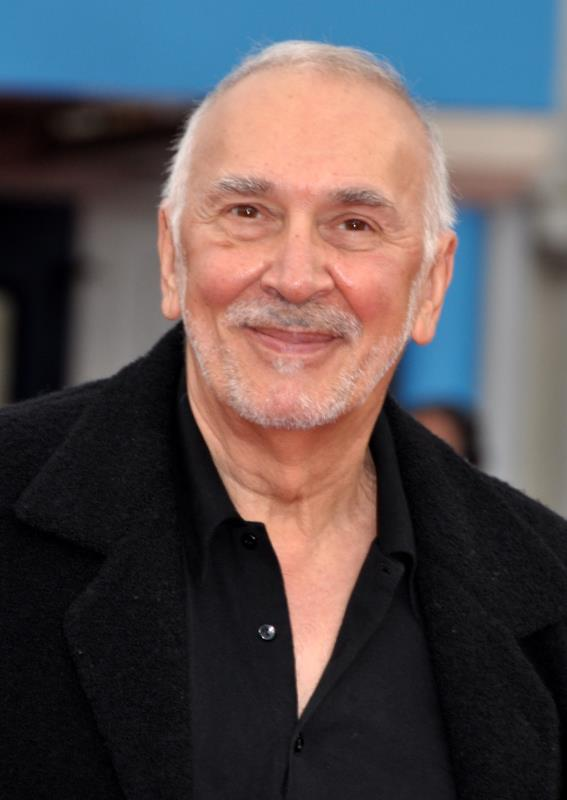
Frank Langella
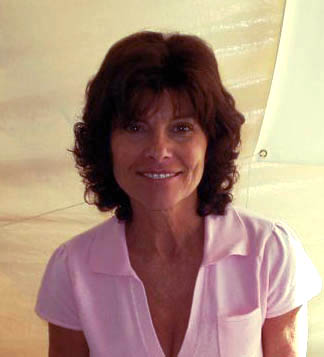
Adrienne Barbeau

 Source et légende : version française (VF) sur RS Doublage

## Récompenses
- Emmy Award 1993 : Meilleurs maquillages pour l'épisode La poursuite (Captive Pursuit)
- Emmy Award 1995 : Meilleurs maquillages pour l'épisode Echos distants (Distant Voices)

## Sorties vidéos

### DVD
La série est éditée en France chez Paramount Home Entertainment France :
Les saisons sont sorties dans des coffrets superbement sculptés en plastique solide ciré contenant chacun 1 cd-rom pour construire la base spatiale et un livret explicatif. Chaque saison comme pour Star Trek la nouvelle génération a une couleur qui la définie. L'audio est en anglais 5.1 et en français 2.0 Dolby Surround avec sous-titres présents. L'image est restaurée au format 1.33.1 plein écran.
- Intégrale Saison 1 coffret design 6 DVD sortie le 10 avril 2003.
- Intégrale Saison 2 coffret design 7 DVD sortie le 15 mai 2003.
- Intégrale Saison 3 coffret design 7 DVD sortie le 10 juillet 2003.
- Intégrale Saison 4 coffret design 7 DVD sortie le 4 septembre 2003.
- Intégrale Saison 5 coffret design 7 DVD sortie le 6 novembre 2003.
- Intégrale Saison 6 coffret design 7 DVD sortie le 4 décembre 2003.
- Intégrale Saison 7 coffret design 7 DVD sortie le 22 janvier 2004.

Les coffrets sont ressortis dans un nouveau packaging en 2007. Les coffrets sont cartonnés avec des slimpacks (Le CD-ROM ainsi que le livret sont présents comme sur le précédent coffret). Les saisons 1 et 2 sont sorties le 10 juillet, les saisons 3 et 4 le 11 septembre, les saisons 5 à 7 le 4 décembre.

### Bluray
Contrairement à Star Trek: TOS, la série animée ou TNG et Enterprise, les séries Star Trek: Voyager et Star Trek: Deep Space Nine ne sont pas remastérisées en haute définition pour sortir en Bluray. Le coût de production de la remastérisation étant trop élevé, entre le scan des négatifs originaux des épisodes et surtout les effets spéciaux à refaire, ceux-ci ayant été réalisés en définition standard.